# Roco

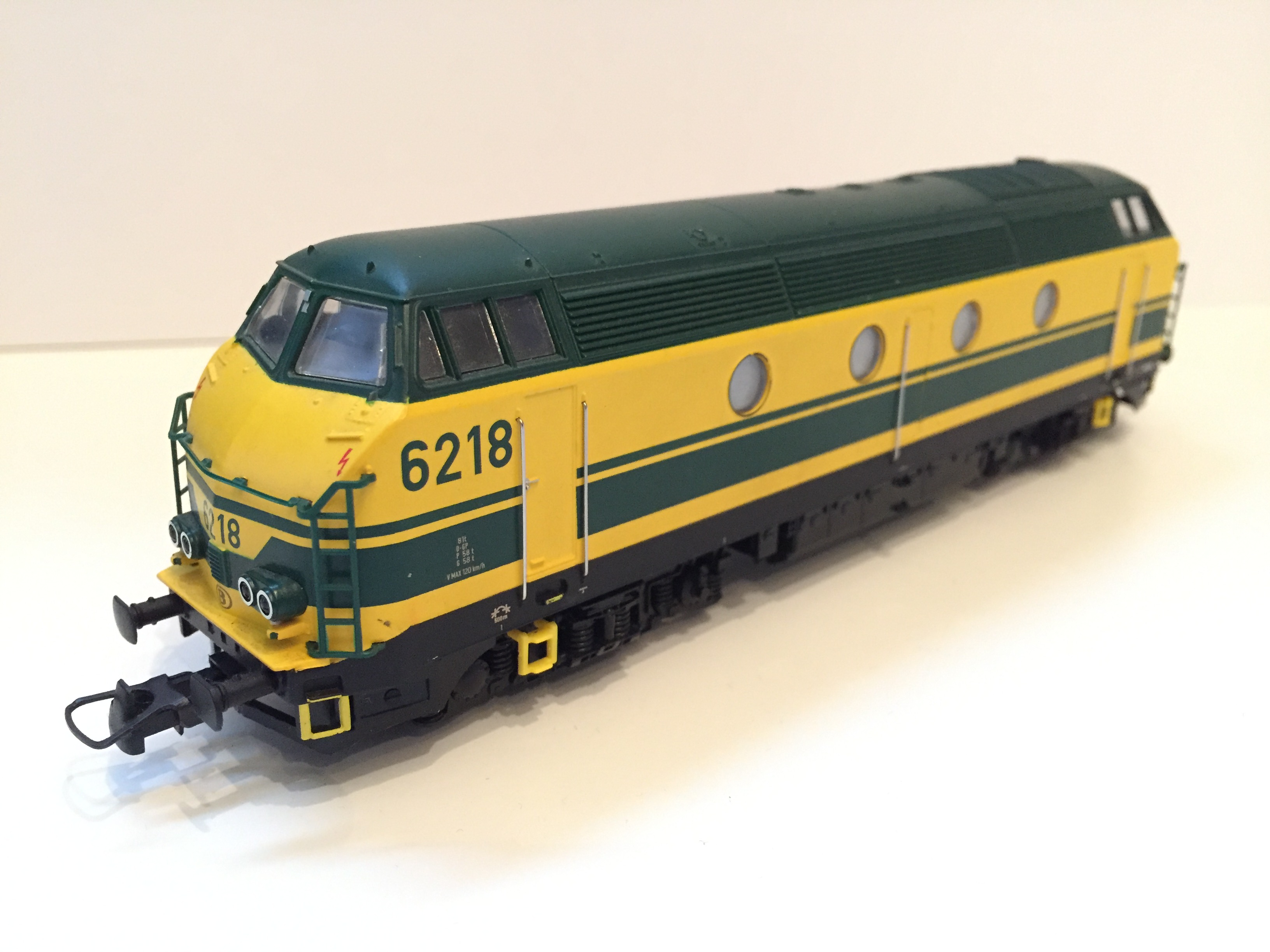
Lokomotywa wyprodukowana przez Roco

Roco Modelleisenbahn GmbH – austriackie przedsiębiorstwo z siedzibą w Salzburgu, produkujące modele kolejowe w skali H0.

## Historia
Zakład został założony w 1960 roku przez dr inż. Karla Heinza Rösslera. Początkowo produkował zabawki dla dzieci. Trochę później, pod nazwą „Roco” rozpoczęto produkcję cysterny, oraz modele pojazdów wojskowych z różnych krajów w skali N. W 1967 roku Roco rozpoczęło produkowanie modeli kolejowych w skali H0.
W roku 1975 Roco przejęło dawnego producenta modeli kolejowych Röwa. W roku 2008 Roco zakupiło kolejnego konkurenta – austriacką firmę produkującą modele kolejowe Klein Modellbahn.
3 maja 2010 Sąd Okręgowy w Salzburgu ogłosił upadłość zakładów Roco, które zostały zakupione przez przedsiębiorstwo Modelleisenbahn Holding.